# グーフィ森
グーフィ森（ぐーふぃもり、1956年〈昭和31年〉3月8日 - ）は日本のプロデューサー。

## 人物
1956年、京都府京丹後市網野町生まれ。大阪芸術大学文芸学科、京都調理師専門学校日本料理科卒業後、1979年レコード会社のオーディションでグランプリを受賞し上京。1980年より、マガジンハウスの雑誌を中心にフリーランスの編集者として活動。その後、音楽&映像総合プロデューサーとして活動。多くのアーティスト、並びにイベント、商業施設、CM等を手掛ける。編集者の経験を活かした多角的な視野から構築されるプランニング&プロデュースで数多くの作品を送り出している。1989年にはTBSテレビ『三宅裕司のいかすバンド天国』に審査員として準レギュラー出演していた。父親は野村克也の網野町後援会長を務めた。

## 主なプロデュース アーティスト CD/DVD
今井美樹、高中正義、喜多郎、花田裕之、福山雅治、服部克久、服部隆之、SION

### 代表作
- 喜多郎　アルバム『古事記』
  - 1990年グラミー賞ノミネート
  - 1990年ビルボード ニューエイジ部門 8週連続全米1位獲得
  - 1990年「Album Cover of The Year」 受賞
- 福山雅治
  - シングル「桜坂」
  - アルバム『MAGNUM COLLECTION 1999 "Dear"』他、1993年～2008年発表時の全作品

## 主なプロデュース 出版物
- ハービー山口：『福山雅治 写真集 LEICA LIVE LIFE』エムオン・エンタテインメント　ISBN 9784789708739
- 植田正治：『HOMAGE』　植田正治写真美術館　写真集
- 大村克巳：『福山雅治写真集+インタビュー集「伝言」』集英社　ISBN 9784087804065
- 福山雅治：『福山雅治 写真集 F5.6のハロー 1/125のさよなら』小学館　ISBN 978 4093637084

## 主なプロデュース イベント
（プロデュースイベント総動員数：約280万人）
- 1988年　Enrico Coveri春夏コレクション
- 1991年　喜多郎 ワールドツアー『古事記』/ 世界８カ国 16都市開催
- 1992年～1993年　 MTVジャパン創立に携わり、総合プロデューサーを務める
- 1995年～2007年　福山雅治 全国ライブツアー（全国ドーム&アリーナ）コンサートグッズ プロデュース 同様
- 2003年　ブルガリ 100年デザイン 記念セレモニー&パーティ　新国立劇場
- 2004年　ブルガリ 大阪店オープニングセレモニー&パーティ
- 2005年　植田正治写真美術館　展覧会『HOMAGE』
- 2006年～2008年　写真展『PHOTO STAGE I～III』　六本木ヒルズギャラリー　長崎県美術館

## 出演番組
- ハイヤングKYOTO[1]
- EAR STATION 耳の穴